# Bartosz Fraszko
Bartosz Fraszko (ur. 26 października 1995 w Toruniu) – polski hokeista, reprezentant Polski.
Jego ojciec Adam i wujek Robert także byli hokeistami.

## Kariera klubowa
- SMS II Sosnowiec / SMS I Sosnowiec (2013-2014)
- MKS Sokoły Toruń (-2014)
- Cracovia (2014-2015)
- Nesta Mires Toruń (2015-2017)
- Tauron KH GKS Katowice (2017-2019)
- KH Energa Toruń (2019-2020)
- GKS Katowice (2020-)

Wychowanek klubu MKS Sokoły Toruń. Absolwent NLO SMS PZHL Sosnowiec z 2014. Od czerwca 2014 zawodnik Cracovii. Od września 2015 zawodnik macierzystego klubu w rodzinnym Toruniu. Od maja 2017 zawodnik GKS Katowice. Po sezonie 2018/2019 odszedł z klubu. W maju 2019 został zawodnikiem KH Energa Toruń. W 2020 ponownie został zawodnikiem GKS Katowice.

## Kariera reprezentacyjna
W barwach reprezentacji Polski do lat 18 uczestniczył w turnieju mistrzostwach świata juniorów do lat 18 w 2013 (Dywizja I). W barwach reprezentacji Polski do lat 20 uczestniczył w turniejach mistrzostw świata juniorów do lat 20 w 2014, 2015 (Dywizja I). Podczas turnieju MŚ 2014 w grudniu 2013 został uznany najlepszym zawodnikiem w meczu z Danią (zwycięską drużyną turnieju). Podczas turnieju MŚ 2015 w grudniu 2014 został uznany najlepszym zawodnikiem w meczu z Japonią.
W barwach reprezentacji seniorskiej uczestniczył w turnieja mistrzostw świata edycji 2023 (Dywizja IA), 2024 (Elita).

## Sukcesy
Reprezentacyjne
- Awans do mistrzostw świata Elity: 2023

Klubowe
- Brązowy medal mistrzostw Polski juniorów: 2014 z Sokołami Toruń
- Superpuchar Polski: 2014 z Cracovią, 2022 z GKS Katowice
- Srebrny medal mistrzostw Polski: 2018, 2024, 2025 z GKS Katowice
- Brązowy medal mistrzostw Polski: 2019 z Tauron KH GKS Katowice
- Złoty medal mistrzostw Polski: 2022, 2023 z GKS Katowice

Indywidualne
- Mistrzostwa świata do lat 18 w hokeju na lodzie mężczyzn 2013/I Dywizja#Grupa B:
  - Drugie miejsce w klasyfikacji strzelców w kadrze Polski na turnieju: 3 gole[12]
- Mistrzostwa Świata Juniorów w Hokeju na Lodzie 2014/I Dywizja#Grupa A:
  - Pierwsze miejsce w klasyfikacji kanadyjskiej w kadrze Polski na turnieju: 4 punkty[13][14]
- Centralna Liga Juniorów w hokeju na lodzie 2013/2014:
  - Drugie miejsce w klasyfikacji strzelców w fazie play-off: 10 goli
  - Czwarte miejsce w klasyfikacji kanadyjskiej w fazie play-off: 15 punktów
- Mistrzostwa Świata Juniorów w Hokeju na Lodzie 2015/I Dywizja#Grupa B:
  - Piąte miejsce w klasyfikacji strzelców turnieju: 4 gole[15]
- Polska Hokej Liga (2017/2018)[16][17]:
  - Piąte miejsce w klasyfikacji asystentów w sezonie zasadniczym: 30 asyst
  - Piąte miejsce w klasyfikacji strzelców w fazie play-off: 7 goli
  - Drugie miejsce w klasyfikacji asystentów w fazie play-off: 11 asyst
  - Trzecie miejsce w klasyfikacji kanadyjskiej w fazie play-off: 18 punktów
- Mistrzostwa Świata w Hokeju na Lodzie 2023 (I Dywizja)#Grupa A:
  - Trzecie miejsce w klasyfikacji asystentów turnieju: 5 asyst[18]